# Lijst van rijksmonumenten in Burgwallen-Nieuwe Zijde
Dit is een overzicht van de rijksmonumenten in de Burgwallen-Nieuwe Zijde.
| Object | Oorspronkelijke functie?  | Bouwjaar                                      | Architect            | Locatie                                 | Coördinaten?                  | Nr.?   | Afbeelding |
| --- | ------------------------- | --------------------------------------------- | -------------------- | --------------------------------------- | ----------------------------- | ------ | --- |
| Centraal Station | Gebouw                    | 1881-1889                                     | P.J.H.Cuypers        | Stationsplein 9                         | 52° 22' 42" NB, 4° 54' 3" OL  | 5681   | Meer afbeeldingen |
| Steiger 7 | Handel en kantoor         | 1919                                          |                      | Steiger 7 De Ruyterkade 84              | 52° 22' 46" NB, 4° 54' 6" OL  | 518409 | Meer afbeeldingen |
| Steiger 10 | Handel en kantoor         | 1932                                          |                      | Steiger 10 BY De Ruyterkade 50          | 52° 22' 49" NB, 4° 53' 60" OL | 518410 | Meer afbeeldingen |
| Zelfstandig achterhuis, architectonisch een geheel vormende met het hoekpand Nieuwendijk 14                                                                                                | Gebouw                    | 18e eeuw                                      |                      | Gouwenaarssteeg 1                       | 52° 22' 43" NB, 4° 53' 41" OL | 1216   | Upload foto |
| Pand met vlakke trapgevel met gevelsteen waarin allegorie van de liefde | Gebouw                    | 1661                                          |                      | Gouwenaarssteeg 13                      | 52° 22' 42" NB, 4° 53' 41" OL | 1217   | Upload foto |
| Pand met pilastergevel met tot punttop afgekloofde hals | Gebouw                    | 1659                                          |                      | Jeroenensteeg 2I                        | 52° 22' 41" NB, 4° 53' 38" OL | 2027   | Upload foto |
| Pand met gevel onder rechte lijst | Gebouw                    | eerste helft of midden 19e eeuw               |                      | Korte Kolksteeg 1                       | 52° 22' 36" NB, 4° 53' 37" OL | 3096   | Meer afbeeldingen |
| Hoekhuis met voorzijde aan de Spuistraat | Gebouw                    | 17e/18e/19e eeuw                              |                      | Korte Kolksteeg 5                       | 52° 22' 36" NB, 4° 53' 37" OL | 3097   | Meer afbeeldingen |
| Pand met gevel onder rechte lijst | Gebouw                    | eerste helft 19e eeuw                         |                      | Korte Korsjespoortsteeg 3               | 52° 22' 37" NB, 4° 53' 35" OL | 3135   | Meer afbeeldingen |
| Pand met klokgevel met oeils-de-boeuf en een pothuis tegen de zijgevel | Gebouw                    | tweede helft 17e eeuw                         |                      | Korte Korsjespoortsteeg 7               | 52° 22' 37" NB, 4° 53' 34" OL | 3136   | Meer afbeeldingen |
| Pilastergevel onder rechte lijst met consoles en dakvoorschot | Gebouw                    | derde kwart 19e eeuw                          |                      | Korte Korsjespoortsteeg 11              | 52° 22' 37" NB, 4° 53' 33" OL | 3137   | Pilastergevel onder rechte lijst met consoles en dakvoorschot                                                           |
| Pand met pilaster-halsgevel met drie gevelstenen en fraaie gesneden Louis XVI pui | Gebouw                    | tweede kwart 17e eeuw                         |                      | Korte Korsjespoortsteeg 8               | 52° 22' 37" NB, 4° 53' 34" OL | 3138   | Pand met pilaster-halsgevel met drie gevelstenen en fraaie gesneden Louis XVI pui                                       |
| Pand met gevel onder rechte lijst | Gebouw                    | 18e eeuw                                      |                      | Oude Nieuwstraat 1                      | 52° 22' 36" NB, 4° 53' 34" OL | 3873   | Upload foto |
| Pand met gevel onder rechte lijst | Gebouw                    | 18e eeuw                                      |                      | Oude Nieuwstraat 3                      | 52° 22' 36" NB, 4° 53' 34" OL | 3874   | Upload foto |
| Pand met gevel onder klokvormige top met rollagen | Gebouw                    | mogelijk 18e eeuw                             |                      | Oude Nieuwstraat 5                      | 52° 22' 36" NB, 4° 53' 33" OL | 3875   | Upload foto |
| Pand met gevel onder klokvormige top met rollagen | Gebouw                    | 19e eeuw (voorkomen)                          |                      | Oude Nieuwstraat 4I                     | 52° 22' 36" NB, 4° 53' 33" OL | 3877   | Meer afbeeldingen |
| Huis met gevel op karakteristieke zeer hoge houten pui | Gebouw                    | 17e eeuw                                      |                      | Oude Nieuwstraat 6                      | 52° 22' 36" NB, 4° 53' 33" OL | 3878   | Meer afbeeldingen |
| Pand met puntgevel met twee oeils-de-boeuf | Gebouw                    | midden 17e eeuw                               |                      | Oude Nieuwstraat 8                      | 52° 22' 36" NB, 4° 53' 33" OL | 3879   | Meer afbeeldingen |
| Huis met latere gevel onder klokvormige top met rollagen | Woonhuis                  | 17e eeuw of ouder (kern)                      |                      | Smaksteeg 24                            | 52° 22' 42" NB, 4° 53' 40" OL | 5496   | Meer afbeeldingen |
| Huis met gevel op houten pui met rijk gesneden puibalk | Gebouw                    | 18e/19e eeuw                                  |                      | Stromarkt 9A                            | 52° 22' 43" NB, 4° 53' 40" OL | 5693   | Meer afbeeldingen |
| Pand met klokgevel | Gebouw                    | tweede kwart 18e eeuw                         |                      | Stromarkt 11                            | 52° 22' 43" NB, 4° 53' 40" OL | 5694   | Meer afbeeldingen |
| Pand met gevel onder rollagentop | Gebouw                    | 1676 19e eeuw                                 |                      | Stromarkt 15                            | 52° 22' 43" NB, 4° 53' 40" OL | 5695   | Meer afbeeldingen |
| Pand met zware klokgevel | Gebouw                    | 1752                                          |                      | Stromarkt 37                            | 52° 22' 42" NB, 4° 53' 40" OL | 5696   | Meer afbeeldingen |
| Huis met latere gevel onder rechte lijst waarboven een bakstenen punttop | Gebouw                    | 17e eeuw of ouder (kern)                      |                      | Stromarkt 49                            | 52° 22' 42" NB, 4° 53' 40" OL | 5697   | Meer afbeeldingen |
| Hoekhuis met eind-18e-eeuwse houten pui en gevellijst en dakkapel | Gebouw                    | 18e/19e eeuw                                  |                      | Stromarkt 2                             | 52° 22' 42" NB, 4° 53' 38" OL | 5698   | Hoekhuis met eind-18e-eeuwse houten pui en gevellijst en dakkapel                                                       |
| Hoekhuis | Gebouw                    | 18e/19e eeuw                                  |                      | Stromarkt 4                             | 52° 22' 42" NB, 4° 53' 39" OL | 5699   | Meer afbeeldingen |
| Hoekhuis onder schilddak met omlopende gootlijst | Gebouw                    | 18e eeuw of ouder                             |                      | Stromarkt 6                             | 52° 22' 41" NB, 4° 53' 39" OL | 5700   | Hoekhuis onder schilddak met omlopende gootlijst                                                                        |
| Achterhuis van Koggestraat 11 | Gebouw                    | laat 17e eeuw                                 |                      | Teerketelsteeg 4                        | 52° 22' 38" NB, 4° 53' 35" OL | 5709   | Upload foto |
| Pand met puntgevel | Gebouw                    | mogelijk 18e eeuw                             |                      | Haringpakkerssteeg 6                    | 52° 22' 37" NB, 4° 53' 50" OL | 1420   | Meer afbeeldingen |
| Pand met gevel met in- en uitgezwenkte top onder rollagen | Gebouw                    | 18e/19e eeuw                                  |                      | Haringpakkerssteeg 8I                   | 52° 22' 37" NB, 4° 53' 50" OL | 1419   | Meer afbeeldingen |
| Huis met latere gevel, beëindigd door een klokvormige top onder rollagen | Gebouw                    | 17e/18e eeuw                                  |                      | Haringpakkerssteeg 10                   | 52° 22' 37" NB, 4° 53' 50" OL | 1444   | Meer afbeeldingen |
| Pand met gevel onder rechte lijst | Gebouw                    | eerste helft 19e eeuw                         |                      | Haringpakkerssteeg 12                   | 52° 22' 37" NB, 4° 53' 50" OL | 1535   | Meer afbeeldingen |
| Pand met 18e-eeuwse gevel onder punttop | Gebouw                    | 18e eeuw                                      |                      | Haringpakkerssteeg 14                   | 52° 22' 37" NB, 4° 53' 49" OL | 1445   | Meer afbeeldingen |
| Hoekhuis onder omlopend schilddak | Gebouw                    | 18e/19e eeuw                                  |                      | Haringpakkerssteeg 18                   | 52° 22' 38" NB, 4° 53' 49" OL | 1446   | Hoekhuis onder omlopend schilddak                                                                                       |
| Huis met puntgevel, overgebouwd op lod | Gebouw                    | 16e/17e eeuw                                  |                      | Haringpakkerssteeg 5                    | 52° 22' 37" NB, 4° 53' 50" OL | 1425   | Huis met puntgevel, overgebouwd op lod                                                                                  |
| Pakhuis met puntgevel | Gebouw                    | 18e eeuw                                      |                      | Haringpakkerssteeg 7                    | 52° 22' 37" NB, 4° 53' 50" OL | 1424   | Pakhuis met puntgevel                                                                                                   |
| Pand met klokgevel | Gebouw                    | 18e eeuw                                      |                      | Haringpakkerssteeg 9                    | 52° 22' 37" NB, 4° 53' 49" OL | 1423   | Pand met klokgevel |
| Pand met 18e-eeuwse gevel onder tamelijk recente, door een venster doorbroken lijst | Gebouw                    | 18e eeuw                                      |                      | Haringpakkerssteeg 11                   | 52° 22' 37" NB, 4° 53' 49" OL | 1422   | Pand met 18e-eeuwse gevel onder tamelijk recente, door een venster doorbroken lijst                                     |
| Pand met eenvoudige bakstenen lijstgevel | Gebouw                    |                                               |                      | Haringpakkerssteeg 13                   | 52° 22' 37" NB, 4° 53' 49" OL | 1421   | Pand met eenvoudige bakstenen lijstgevel                                                                                |
| Pand met gevel onder cirkelvormig verhoogde lijst | Gebouw                    | 18e/19e eeuw                                  |                      | Nieuwezijds Armsteeg 3A                 | 52° 22' 37" NB, 4° 53' 47" OL | 3822   | Pand met gevel onder cirkelvormig verhoogde lijst                                                                       |
| Huis waarvan de gevel wordt bekroond door een klokvormige top onder rollagen | Gebouw                    | 19e eeuw                                      |                      | Nieuwezijds Armsteeg 5                  | 52° 22' 37" NB, 4° 53' 47" OL | 286    | Meer afbeeldingen |
| Pand met halsgevel | Gebouw                    | eerste kwart 19e eeuw                         |                      | Nieuwezijds Kolk 23                     | 52° 22' 34" NB, 4° 53' 39" OL | 3072   | Meer afbeeldingen |
| Pand met halsgevel | Gebouw                    | eerste kwart 19e eeuw                         |                      | Nieuwezijds Kolk 27A                    | 52° 22' 34" NB, 4° 53' 39" OL | 3073   | Pand met halsgevel |
| Pand met klokgevel | Gebouw                    | 1705                                          |                      | Nieuwezijds Kolk 29                     | 52° 22' 34" NB, 4° 53' 38" OL | 3074   | Pand met klokgevel |
| Pand met gevel onder rechte lijst met deur en bovenlicht uit dezelfde tijd | Woonhuis                  | eerste helft 19e eeuw                         |                      | Nieuwezijds Kolk 31                     | 52° 22' 34" NB, 4° 53' 38" OL | 3075   | Pand met gevel onder rechte lijst met deur en bovenlicht uit dezelfde tijd                                              |
| Hoekhuis met smal voorgeveltje onder rechte lijst | Gebouw                    | eerste helft 19e eeuw                         |                      | Nieuwezijds Kolk 33                     | 52° 22' 34" NB, 4° 53' 38" OL | 3076   | Meer afbeeldingen |
| Pand met gevel onder rollagentop | Woonhuis                  | 18e/19e eeuw                                  |                      | Nieuwezijds Kolk 10                     | 52° 22' 35" NB, 4° 53' 41" OL | 3077   | Meer afbeeldingen |
| Pand met gevel onder rechte lijst | Gebouw                    | eerste helft 19e eeuw                         |                      | Nieuwezijds Kolk 12                     | 52° 22' 35" NB, 4° 53' 41" OL | 3078   | Meer afbeeldingen |
| Korenmetershuisje | Handel en kantoor         | 1630                                          |                      | Nieuwezijds Kolk 28                     | 52° 22' 34" NB, 4° 53' 42" OL | 3081   | Meer afbeeldingen |
| Pand met klokgevel | Gebouw                    | tweede kwart 18e eeuw                         |                      | Kolksteeg 4                             | 52° 22' 34" NB, 4° 53' 44" OL | 3091   | Meer afbeeldingen |
| Huis met gevel onder klokvormige top | Gebouw                    | 17e/18e/19e eeuw                              |                      | Kolksteeg 6                             | 52° 22' 34" NB, 4° 53' 43" OL | 3092   | Upload foto |
| Pand met gevel onder rechte lijst met consoles | Gebouw                    | 18e/19e eeuw                                  |                      | Kolksteeg 8                             | 52° 22' 34" NB, 4° 53' 43" OL | 3093   | Meer afbeeldingen |
| Pand met gevel onder verhoogde lijst | Gebouw                    | 18e eeuw                                      |                      | Kolksteeg 10                            | 52° 22' 34" NB, 4° 53' 43" OL | 3094   | Meer afbeeldingen |
| Huis, vanwege de gevelsteen, het oeil-de-boeuf en de zandstenen onderdelen van de gevelhals                                                                                                | Gebouw                    | derde of vierde kwart 17e eeuw                |                      | Kolksteeg 12                            | 52° 22' 34" NB, 4° 53' 43" OL | 3095   | Huis, vanwege de gevelsteen, het oeil-de-boeuf en de zandstenen onderdelen van de gevelhals                             |
| Hoekhuis, voorgevel onder rechte lijst | Gebouw                    | 16e eeuw                                      |                      | Martelaarsgracht 2                      | 52° 22' 41" NB, 4° 53' 48" OL | 3684   | Meer afbeeldingen |
| Pand met gevel (18e eeuw) onder 19e-eeuwse rechte lijst | Gebouw                    | 18e eeuw                                      |                      | Martelaarsgracht 22                     | 52° 22' 41" NB, 4° 53' 46" OL | 3687   | Meer afbeeldingen |
| Pand met van zijn bekroning beroofde gevel | Gebouw                    | 18e eeuw                                      |                      | Martelaarsgracht 24                     | 52° 22' 41" NB, 4° 53' 46" OL | 3688   | Meer afbeeldingen |
| Hoekhuis met halsgevel met zware vleugelstukken van bijzonder ontwerp en een gevelsteen | Gebouw                    | eerste helft 18e eeuw                         |                      | Martelaarsgracht 26                     | 52° 22' 41" NB, 4° 53' 45" OL | 3689   | Meer afbeeldingen |
| Hoekhuis met gevel onder gebeeldhouwde klokvormige zandstenen top | Gebouw                    | eerste kwart 18e eeuw                         |                      | Hekelveld 1                             | 52° 22' 40" NB, 4° 53' 45" OL | 3815   | Hoekhuis met gevel onder gebeeldhouwde klokvormige zandstenen top                                                       |
| Pand met gevel onder rechte lijst | Gebouw                    | 19e eeuw                                      |                      | Sint Jacobsdwarsstraat 1                | 52° 22' 35" NB, 4° 53' 43" OL | 5436   | Pand met gevel onder rechte lijst                                                                                       |
| Pakhuis met gevel onder 19e-eeuwse klokvormige topgevel met rollagen | Gebouw                    | 19e eeuw                                      |                      | Sint Jacobsdwarsstraat 4                | 52° 22' 35" NB, 4° 53' 43" OL | 5437   | Meer afbeeldingen |
| Pand met klokgevel | Gebouw                    | derde kwart 18e eeuw                          |                      | Sint Jacobsdwarsstraat 10               | 52° 22' 35" NB, 4° 53' 43" OL | 5438   | Pand met klokgevel |
| Pand met gevel onder rechte lijst en dakvoorschot | Woonhuis                  | 17e/19e eeuw                                  |                      | Sint Jacobsstraat 15                    | 52° 22' 35" NB, 4° 53' 41" OL | 5439   | Meer afbeeldingen |
| Pand met trapgevel met blokken in de strekken en gevelsteen | Gebouw                    | tweede kwart 17e eeuw                         |                      | Sint Jacobsstraat 17                    | 52° 22' 35" NB, 4° 53' 41" OL | 5440   | Meer afbeeldingen |
| Huis waarvan de gevel | Gebouw                    | 17e/19e eeuw                                  |                      | Sint Jacobsstraat 19                    | 52° 22' 35" NB, 4° 53' 41" OL | 5441   | Meer afbeeldingen |
| Huis waarvan de gevel is verbouwd tot een puntgevel | Gebouw                    | 17e/19e eeuw                                  |                      | Sint Jacobsstraat 21                    | 52° 22' 35" NB, 4° 53' 41" OL | 5442   | Meer afbeeldingen |
| Pand met puntgevel met gevelsteen | Gebouw                    | 17e/18e eeuw                                  |                      | Sint Jacobsstraat 40                    | 52° 22' 36" NB, 4° 53' 41" OL | 5443   | Pand met puntgevel met gevelsteen                                                                                       |
| Pand met klokgevel | Gebouw                    | 18e eeuw                                      |                      | Sint Jacobsstraat 42                    | 52° 22' 36" NB, 4° 53' 41" OL | 5444   | Pand met klokgevel |
| Pakhuis met puntgevel | Opslag                    | mogelijk 18e eeuw                             |                      | Oude Braak 21                           | 52° 22' 36" NB, 4° 53' 44" OL | 686    | Meer afbeeldingen |
| De Weedaschton | Woonhuis                  | 18e eeuw                                      |                      | Oude Braak 25                           | 52° 22' 36" NB, 4° 53' 43" OL | 687    | Meer afbeeldingen |
| Keizerskroon | Gebouw                    | 18e eeuw                                      |                      | Oude Braak 27                           | 52° 22' 36" NB, 4° 53' 43" OL | 688    | Meer afbeeldingen |
| Pakhuis met puntgevel | Gebouw                    | 18e eeuw of ouder                             |                      | Oude Braak 29                           | 52° 22' 36" NB, 4° 53' 43" OL | 689    | Meer afbeeldingen |
| Huis waarvan de gevel later tot puntgevel is gewijzigd | Gebouw                    | mogelijk 18e eeuw (kern)                      |                      | Dirk van Hasseltssteeg 28               | 52° 22' 33" NB, 4° 53' 39" OL | 892    | Meer afbeeldingen |
| Pand met klokgevel | Woonhuis                  | 18e eeuw                                      |                      | Lijnbaanssteeg 1                        | 52° 22' 34" NB, 4° 53' 31" OL | 3665   | Upload foto |
| Pand met klokgevel | Woonhuis                  | 18e eeuw                                      |                      | Lijnbaanssteeg 5                        | 52° 22' 34" NB, 4° 53' 30" OL | 3666   | Upload foto |
| Pand met gevel onder rechte lijst | Woonhuis                  | eerste kwart 19e eeuw                         |                      | Lijnbaanssteeg 7                        | 52° 22' 34" NB, 4° 53' 30" OL | 3667   | Upload foto |
| Pand met halsgevel | Woonhuis                  | tweede kwart 18e eeuw                         |                      | Lijnbaanssteeg 9                        | 52° 22' 34" NB, 4° 53' 30" OL | 3668   | Upload foto |
| Hoekhuis met voorgevel onder rechte lijst en zijgevel waarin geblokte deuromlijsting en waartegen een pothuis                                                                              | Gebouw                    | 17e/18e/19e eeuw                              |                      | Lijnbaanssteeg 10I                      | 52° 22' 34" NB, 4° 53' 30" OL | 3669   | Upload foto |
| Pand met gevel onder rechte lijst | Gebouw                    | eerste helft 19e eeuw                         |                      | Lijnbaanssteeg 12                       | 52° 22' 34" NB, 4° 53' 30" OL | 3670   | Upload foto |
| Pand met 18e-eeuwse gevel onder latere lijst en dakkapel | Woonhuis                  | 18e eeuw                                      |                      | Korte Lijnbaanssteeg 1                  | 52° 22' 33" NB, 4° 53' 33" OL | 3671   | Pand met 18e-eeuwse gevel onder latere lijst en dakkapel                                                                |
| Pand met 18e-eeuwse gevel onder latere rechte lijst en dakkapel | Gebouw                    | 18e eeuw                                      |                      | Korte Lijnbaanssteeg 3                  | 52° 22' 33" NB, 4° 53' 33" OL | 3672   | Pand met 18e-eeuwse gevel onder latere rechte lijst en dakkapel                                                         |
| Pand met zeer smalle klokgevel | Gebouw                    | laatste helft 17e eeuw                        |                      | Molsteeg 1                              | 52° 22' 27" NB, 4° 53' 27" OL | 3697   | Meer afbeeldingen |
| Pand met zeer smalle klokgevel | Gebouw                    | laatste helft 17e eeuw                        |                      | Molsteeg 3                              | 52° 22' 27" NB, 4° 53' 26" OL | 3698   | Meer afbeeldingen |
| Pand met zeer smalle gevel, versierd met grote boogblokken | Woonhuis                  | 1644                                          |                      | Molsteeg 5                              | 52° 22' 27" NB, 4° 53' 26" OL | 3699   | Meer afbeeldingen |
| Pand met pilastergevel met gereconstrueerde top | Woonhuis                  | 1644                                          |                      | Molsteeg 7                              | 52° 22' 27" NB, 4° 53' 26" OL | 3700   | Meer afbeeldingen |
| Pand met klokgevel met geblokte pui | Gebouw                    | 18e eeuw                                      |                      | Molsteeg 9                              | 52° 22' 27" NB, 4° 53' 26" OL | 3701   | Meer afbeeldingen |
| Pand met klokgevel | Gebouw                    | 18e eeuw                                      |                      | Molsteeg 11                             | 52° 22' 27" NB, 4° 53' 26" OL | 3702   | Pand met klokgevel |
| Pand met zeer smalle klokgevel met uitstalkastje aan de houten pui | Gebouw                    | derde kwart 18e eeuw                          |                      | Molsteeg 6                              | 52° 22' 27" NB, 4° 53' 27" OL | 3703   | Upload foto |
| Pand met gevel onder rechte lijst | Gebouw                    | eerste helft 19e eeuw                         |                      | Molsteeg 8                              | 52° 22' 27" NB, 4° 53' 26" OL | 3704   | Upload foto |
| Munttoren | Gebouw                    | 1619-1620 (bovenbouw)                         | Hendrick de Keyser   | Muntplein 12                            | 52° 22' 1" NB, 4° 53' 34" OL  | 3729   | Meer afbeeldingen |
| Pakhuisachtig gebouw van onbekende maar meer dan 50-jarige ouderdom, met vrijwel geheel gesloten puntgevel                                                                                 | Gebouw                    |                                               |                      | Oude Nieuwstraat 17                     | 52° 22' 35" NB, 4° 53' 32" OL | 3876   | Upload foto |
| Witte Huis | Gebouw                    | 1900                                          | J. en C. Verheul     | Raadhuisstraat 2                        | 52° 22' 24" NB, 4° 53' 22" OL | 4748   | Meer afbeeldingen |
| Ronde Lutherse Kerk | Kerk en kerkonderdeel     | 1668-1671                                     | Adriaan Dortsman     | Kattengat 2/1                           | 52° 22' 40" NB, 4° 53' 38" OL | 2207   | Meer afbeeldingen |
| Huis onder schilddak | Gebouw                    | derde of vierde kwart 17e eeuw                |                      | Kattengat 2                             | 52° 22' 40" NB, 4° 53' 37" OL | 2208   | Meer afbeeldingen |
| Zilveren Spiegel | Gebouw                    | 1614                                          |                      | Kattengat 4                             | 52° 22' 40" NB, 4° 53' 38" OL | 2209   | Meer afbeeldingen |
| De Gouden Spiegel | Gebouw                    | 1614                                          |                      | Kattengat 6                             | 52° 22' 40" NB, 4° 53' 38" OL | 2210   | Meer afbeeldingen |
| Hoekhuis met ingezwenkte halsgevel | Gebouw                    | 1614                                          |                      | Kattengat 8A                            | 52° 22' 40" NB, 4° 53' 38" OL | 2211   | Meer afbeeldingen |
| Hoekhuis met ingezwenkte halsgevel en op balkkoppen overgebouwde zijgevel | Gebouw                    | 17e/18e eeuw                                  |                      | Kattengat 5                             | 52° 22' 40" NB, 4° 53' 40" OL | 2212   | Upload foto |
| Pakhuiscomplex op scherpe hoek Koggestraat/Teerketelsteeg bestaande uit: a) een dubbel pakhuis met voorgevel eindigend in twee gewijzigde punttoppen en aan de achterzijde twee puntgevels | Woonhuis                  | 17e eeuw (kern)                               |                      | Koggestraat 1A                          | 52° 22' 39" NB, 4° 53' 37" OL | 3057   | Meer afbeeldingen |
| Pakhuis met puntgevels aan voor- en achterzijde, de eerste met jaartalstenen | Gebouw                    | 1718                                          |                      | Koggestraat 3                           | 52° 22' 39" NB, 4° 53' 36" OL | 3058   | Meer afbeeldingen |
| Dubbel pakhuis met trapeziumgevels aan voor- en achterzijde beide met gevelsteen met hand, bij de laatste met een grote kroon erboven                                                      | Gebouw                    | 18e eeuw                                      |                      | Koggestraat 5A                          | 52° 22' 39" NB, 4° 53' 36" OL | 3059   | Meer afbeeldingen |
| Pakhuis met puntgevels aan voor- en achterzijde de eerste met twee wapens | Gebouw                    | 17e eeuw                                      |                      | Koggestraat 7A                          | 52° 22' 38" NB, 4° 53' 36" OL | 3060   | Meer afbeeldingen |
| Huis met smallere aanbouw het eerste met puntgevel aan de voor zijde, de aanbouw met gevel onder rijke in het midden verhoogde lijst met consoles en kuif                                  | Gebouw                    | 17e/18e/19e eeuw                              |                      | Koggestraat 11                          | 52° 22' 38" NB, 4° 53' 35" OL | 3061   | Meer afbeeldingen |
| Leeuw en Leeuwin | Gebouw                    | 17e/19e eeuw                                  |                      | Koggestraat 2                           | 52° 22' 40" NB, 4° 53' 38" OL | 3062   | Meer afbeeldingen |
| De Hinde | Gebouw                    | 17e eeuw                                      |                      | Koggestraat 4                           | 52° 22' 39" NB, 4° 53' 37" OL | 3063   | Meer afbeeldingen |
| Het Hart | Gebouw                    | 17e eeuw                                      |                      | Koggestraat 6A                          | 52° 22' 39" NB, 4° 53' 37" OL | 3064   | Meer afbeeldingen |
| Pakhuis met gepleisterde puntgevel | Gebouw                    | waarschijnlijk 17e eeuw                       |                      | Koggestraat 8A                          | 52° 22' 39" NB, 4° 53' 37" OL | 3065   | Meer afbeeldingen |
| Pakhuis met gepleisterde puntgevel | Gebouw                    | waarschijnlijk 17e eeuw                       |                      | Koggestraat 10A                         | 52° 22' 39" NB, 4° 53' 36" OL | 3066   | Meer afbeeldingen |
| Pakhuis met gepleisterde puntgevel | Gebouw                    | mogelijk 17e eeuw                             |                      | Koggestraat 12                          | 52° 22' 39" NB, 4° 53' 36" OL | 3067   | Meer afbeeldingen |
| Pand met gevel onder rechte lijst | Gebouw                    | eerste kwart 19e eeuw                         |                      | Torensteeg 1                            | 52° 22' 28" NB, 4° 53' 24" OL | 5738   | Meer afbeeldingen |
| Pand met halsgevel | Gebouw                    | tweede kwart 18e eeuw                         |                      | Torensteeg 3                            | 52° 22' 28" NB, 4° 53' 24" OL | 5739   | Meer afbeeldingen |
| Pand met gevel onder rechte lijst | Gebouw                    | eerste helft 19e eeuw                         |                      | Torensteeg 5                            | 52° 22' 28" NB, 4° 53' 24" OL | 5740   | Meer afbeeldingen |
| Pand met gevel onder rechte lijst | Gebouw                    | ca. 1800                                      |                      | Torensteeg 4                            | 52° 22' 28" NB, 4° 53' 24" OL | 5741   | Pand met gevel onder rechte lijst                                                                                       |
| Pand met gevel onder rechte lijst | Gebouw                    | ca. 1800                                      |                      | Torensteeg 6A                           | 52° 22' 28" NB, 4° 53' 24" OL | 5742   | Meer afbeeldingen |
| Pand met trapgevel, versierd met kleine en grote blokken top enigszins gewijzigd | Werk-woonhuis             | ca. 1625                                      |                      | Torensteeg 8/1                          | 52° 22' 28" NB, 4° 53' 24" OL | 5743   | Meer afbeeldingen |
| Hoekhuis met rijk gebeeldhouwde halsgevel en drie gebeeldhouwde trapvensters in de zijgevel                                                                                                | Gebouw                    | tweede kwart 18e eeuw 19e eeuw (zijgevel)     |                      | Torensteeg 8                            | 52° 22' 28" NB, 4° 53' 24" OL | 5744   | Meer afbeeldingen |
| Pand met puntgevel | Gebouw                    | 18e eeuw en later                             |                      | Eggertstraat 17                         | 52° 22' 25" NB, 4° 53' 33" OL | 1019   | Pand met puntgevel |
| Neogotisch winkeltje tussen twee straalkapellen van de Nieuwe Kerk | Gebouw                    |                                               |                      | Gravenstraat 15                         | 52° 22' 27" NB, 4° 53' 32" OL | 1225   | Meer afbeeldingen |
| Klein pandje onder plat dak tegen en in de linkersteunbeer van de Nieuwe Kerk gebouwd | Gebouw                    | 18e eeuw                                      |                      | Gravenstraat 19                         | 52° 22' 27" NB, 4° 53' 30" OL | 1226   | Meer afbeeldingen |
| Pand met gevel onder rechte lijst | Gebouw                    | eerste helft 19e eeuw                         |                      | Gravenstraat 2                          | 52° 22' 27" NB, 4° 53' 35" OL | 1227   | Pand met gevel onder rechte lijst                                                                                       |
| Huis met gevel onder rechte lijst | Gebouw                    | 19e eeuw                                      |                      | Gravenstraat 10                         | 52° 22' 27" NB, 4° 53' 33" OL | 1228   | Meer afbeeldingen |
| Pand met 18e-eeuwse gevel onder 19e-eeuwse rechte lijst | Gebouw                    | 18e eeuw                                      |                      | Gravenstraat 12                         | 52° 22' 27" NB, 4° 53' 33" OL | 1229   | Meer afbeeldingen |
| Hoekhuis met klokgevel en pui waarin gesneden deur en snijraam | Gebouw                    | 17e eeuw en later                             |                      | Gravenstraat 18                         | 52° 22' 28" NB, 4° 53' 32" OL | 1230   | Meer afbeeldingen |
| Ouder hoekhuis met gevel onder rechte lijst en gaper aan de pui | Gebouw                    | tweede helft 19e eeuw                         |                      | Gravenstraat 20                         | 52° 22' 27" NB, 4° 53' 32" OL | 1231   | Meer afbeeldingen |
| Pand met gevel onder rechte lijst | Gebouw                    | 18e eeuw                                      |                      | Gravenstraat 26                         | 52° 22' 27" NB, 4° 53' 31" OL | 1232   | Meer afbeeldingen |
| Pand met gevel onder rechte lijst | Woonhuis                  | 18e eeuw                                      |                      | Gravenstraat 28                         | 52° 22' 27" NB, 4° 53' 30" OL | 1233   | Meer afbeeldingen |
| Pand met gevel onder rechte lijst | Gebouw                    | 18e eeuw                                      |                      | Gravenstraat 30                         | 52° 22' 27" NB, 4° 53' 30" OL | 1234   | Meer afbeeldingen |
| Pand met halsgevel | Gebouw                    | eerste kwart 18e eeuw                         |                      | Nieuwezijds Kolk 3                      | 52° 22' 34" NB, 4° 53' 41" OL | 3068   | Meer afbeeldingen |
| Pand met gevel onder rechte lijst waarboven dakvoorschot | Gebouw                    | midden 19e eeuw                               |                      | Nieuwezijds Kolk 9                      | 52° 22' 34" NB, 4° 53' 41" OL | 3069   | Meer afbeeldingen |
| Pand met pilaster-halsgevel met oeils-de-boeuf | Gebouw                    | 17e/18e/19e eeuw                              |                      | Nieuwezijds Kolk 11                     | 52° 22' 34" NB, 4° 53' 41" OL | 3070   | Meer afbeeldingen |
| Pand met halsgevel | Gebouw                    | derde of laatste kwart 18e eeuw               |                      | Nieuwezijds Kolk 14                     | 52° 22' 35" NB, 4° 53' 41" OL | 3079   | Meer afbeeldingen |
| Pand met klokgevel met rollagen | Woonhuis                  | 18e eeuw                                      |                      | Nieuwezijds Kolk 16                     | 52° 22' 35" NB, 4° 53' 41" OL | 3080   | Meer afbeeldingen |
| Pand met 18e-eeuwse gevel waarvan de bekroning later tot toppunt is gewijzigd | Gebouw                    | 18e eeuw                                      |                      | Nieuwe Nieuwstraat 19                   | 52° 22' 31" NB, 4° 53' 36" OL | 3864   | Pand met 18e-eeuwse gevel waarvan de bekroning later tot toppunt is gewijzigd                                           |
| Pand met 18e-eeuwse gevel onder punttop | Woonhuis                  | 18e eeuw                                      |                      | Nieuwe Nieuwstraat 21                   | 52° 22' 31" NB, 4° 53' 36" OL | 3865   | Pand met 18e-eeuwse gevel onder punttop                                                                                 |
| Pand met halsgevel met originele pui | Gebouw                    | 1731                                          |                      | Nieuwe Nieuwstraat 27                   | 52° 22' 31" NB, 4° 53' 35" OL | 3866   | Meer afbeeldingen |
| Huis met latere gevel onder klokvormige top met rollagen | Gebouw                    | 17e eeuw of later (kern) 19e eeuw (rollagen)  |                      | Nieuwe Nieuwstraat 16                   | 52° 22' 31" NB, 4° 53' 39" OL | 3868   | Meer afbeeldingen |
| Pand met klokgevel met geblokte pui | Gebouw                    | derde kwart 18e eeuw                          |                      | Nieuwe Nieuwstraat 20                   | 52° 22' 31" NB, 4° 53' 38" OL | 3869   | Upload foto |
| Sint Walburgiskerk | Gebouw                    | derde kwart 18e eeuw                          |                      | Nieuwe Nieuwstraat 22                   | 52° 22' 31" NB, 4° 53' 38" OL | 3870   | Upload foto |
| Pand met 18e-eeuwse gevel op houten pui en onder klokvormige top met rollagen | Werk-woonhuis             | 18e eeuw en later                             |                      | Nieuwe Nieuwstraat 24                   | 52° 22' 31" NB, 4° 53' 38" OL | 3871   | Upload foto |
| Huis met latere gevel onder klokvormige top met rollagen | Gebouw                    | 17e eeuw (kern) 19e eeuw (rollagen)           |                      | Nieuwe Nieuwstraat 28                   | 52° 22' 31" NB, 4° 53' 37" OL | 3872   | Upload foto |
| Pand met latere puntgevel | Gebouw                    | 17e of 18e eeuw                               |                      | Blaeu Erf 5                             | 52° 22' 28" NB, 4° 53' 32" OL | 478    | Meer afbeeldingen |
| Voormalige diaconiebakkerij | Werk-woonhuis             | 1675                                          |                      | Blaeu Erf 7                             | 52° 22' 29" NB, 4° 53' 33" OL | 479    | Upload foto |
| Drie Fleschjes, De | Nijverheid                | 1887-1888                                     | J.P.F. van Rossem    | Gravenstraat 14                         | 52° 22' 28" NB, 4° 53' 32" OL | 518427 | Meer afbeeldingen |
| Huis met latere gevel onder klokvormige top met rollagen | Gebouw                    | 17e eeuw (kern) 19e eeuw (rollagen)           |                      | Sint Nicolaasstraat 15                  | 52° 22' 30" NB, 4° 53' 36" OL | 5470   | Meer afbeeldingen |
| Van de oorspronkelijke kap beroofd huis met onthoofde 18e-eeuwse gevel | Gebouw                    | 18e eeuw                                      |                      | Sint Nicolaasstraat 17                  | 52° 22' 30" NB, 4° 53' 36" OL | 5471   | Upload foto |
| Pand met halsgevel met gevelsteen | Woonhuis                  | eerste of tweede kwart 18e eeuw               |                      | Sint Nicolaasstraat 21                  | 52° 22' 30" NB, 4° 53' 35" OL | 5472   | Meer afbeeldingen |
| Pand met 18e-eeuwse gevel onder latere primitieve klokvormige top | Gebouw                    | 18e eeuw                                      |                      | Sint Nicolaasstraat 49                  | 52° 22' 29" NB, 4° 53' 32" OL | 5473   | Meer afbeeldingen |
| Pand met klokgevel met gevelsteen | Gebouw                    | derde kwart 18e eeuw                          |                      | Sint Nicolaasstraat 51                  | 52° 22' 29" NB, 4° 53' 31" OL | 5474   | Pand met klokgevel met gevelsteen                                                                                       |
| Pand met vierraamstrapgevel, met versiering in overgang van de trant met kleine- naar die met grote boogblokken                                                                            | Gebouw                    | eerste kwart 17e eeuw                         |                      | Sint Nicolaasstraat 16                  | 52° 22' 30" NB, 4° 53' 36" OL | 5475   | Pand met vierraamstrapgevel, met versiering in overgang van de trant met kleine- naar die met grote boogblokken         |
| Huisje met gevel onder klokvormige top met rollagen | Gebouw                    | 17e/18e/19e eeuw                              |                      | Sint Nicolaasstraat 18                  | 52° 22' 30" NB, 4° 53' 36" OL | 5476   | Huisje met gevel onder klokvormige top met rollagen                                                                     |
| Pand met zeer smalle halsgevel | Gebouw                    | ca. 1660/1670                                 |                      | Sint Nicolaasstraat 22                  | 52° 22' 30" NB, 4° 53' 35" OL | 5477   | Pand met zeer smalle halsgevel                                                                                          |
| Pand met gevel onder punttop | Gebouw                    | 18e/19e eeuw                                  |                      | Sint Nicolaasstraat 24                  | 52° 22' 30" NB, 4° 53' 35" OL | 5478   | Pand met gevel onder punttop                                                                                            |
| Pand met halsgevel met gevelsteen | Woonhuis                  | eerste of tweede kwart 18e                    |                      | Sint Nicolaasstraat 38                  | 52° 22' 30" NB, 4° 53' 34" OL | 5479   | Pand met halsgevel met gevelsteen                                                                                       |
| Pand met halsgevel | Gebouw                    | eerste helft 18e eeuw                         |                      | Sint Nicolaasstraat 52                  | 52° 22' 30" NB, 4° 53' 33" OL | 5480   | Meer afbeeldingen |
| Pand met trapgevel van het type met versiering van grote boogblokken | Gebouw                    | tweede kwart 17e eeuw                         |                      | Sint Nicolaasstraat 52                  | 52° 22' 30" NB, 4° 53' 33" OL | 5481   | Meer afbeeldingen |
| Pand met gevel onder rechte lijst | Gebouw                    | 18e/19e eeuw                                  |                      | Sint Nicolaasstraat 52                  | 52° 22' 30" NB, 4° 53' 33" OL | 5482   | Meer afbeeldingen |
| Pand met gevel onder rechte lijst | Gebouw                    | 18e/19e eeuw                                  |                      | Sint Nicolaasstraat 52                  | 52° 22' 30" NB, 4° 53' 33" OL | 5483   | Upload foto |
| Pand met halsgevel met gevelsteen | Gebouw                    | eerste of tweede kwart 18e eeuw               |                      | Sint Nicolaasstraat 52                  | 52° 22' 30" NB, 4° 53' 33" OL | 5484   | Upload foto |
| Pand met halsgevel | Gebouw                    | eerste of tweede kwart 18e eeuw               |                      | Zoutsteeg 10                            | 52° 22' 27" NB, 4° 53' 37" OL | 6572   | Upload foto |
| Huis met latere gevel onder rechte lijst | Gebouw                    | 17e eeuw of ouder (kern)                      |                      | Zoutsteeg 14                            | 52° 22' 27" NB, 4° 53' 37" OL | 6574   | Upload foto |
| Hoekhuis, in 1913 door K.P.C. de Bazel opgetrokken in enigszins traditionele vorm, met voor hem karakteristiek horizontaal gestreept muurwerk                                              | Gebouw                    | 1913                                          |                      | Dam 8                                   | 52° 22' 25" NB, 4° 53' 32" OL | 854    | Meer afbeeldingen |
| Achterhuis? Zeer gesloten gevel onder rechte lijst | Gebouw                    | 18e eeuw                                      |                      | Dirk van Hasseltssteeg 1                | 52° 22' 33" NB, 4° 53' 42" OL | 879    | Meer afbeeldingen |
| Pand met gevel onder rechte lijst | Gebouw                    | mogelijk 18e eeuw                             |                      | Dirk van Hasseltssteeg 3                | 52° 22' 33" NB, 4° 53' 41" OL | 880    | Meer afbeeldingen |
| Pand met ingezwenkte halsgevel | Woonhuis                  | derde kwart 18e eeuw                          |                      | Dirk van Hasseltssteeg 49               | 52° 22' 33" NB, 4° 53' 37" OL | 885    | Meer afbeeldingen |
| Pand met trapgevel van het 'sobere type met kleine blokjes' | Werk-woonhuis             | 1646                                          |                      | Dirk van Hasseltssteeg 51               | 52° 22' 33" NB, 4° 53' 37" OL | 886    | Meer afbeeldingen |
| Pand met halsgevel met tussentrappen | Werk-woonhuis             | 1666                                          |                      | Dirk van Hasseltssteeg 53               | 52° 22' 33" NB, 4° 53' 36" OL | 887    | Meer afbeeldingen |
| Huis met latere puntgevel | Woonhuis                  | 17e of 18e eeuw (kern)                        |                      | Dirk van Hasseltssteeg 2                | 52° 22' 33" NB, 4° 53' 41" OL | 888    | Upload foto |
| Huis met latere puntgevel | Gebouw                    | 17e of 18e eeuw (kern)                        |                      | Dirk van Hasseltssteeg 6                | 52° 22' 33" NB, 4° 53' 41" OL | 889    | Upload foto |
| Huis waarvan de gevel wordt bekroond door een gekuifde klokvormige top | Gebouw                    | waarschijnlijk 17e eeuw                       |                      | Dirk van Hasseltssteeg 40               | 52° 22' 33" NB, 4° 53' 38" OL | 893    | Upload foto |
| Pand met gevel waarvan later de top tot een klein puntje is afgekloofd en de middentravee van hijsdeuren is voorzien                                                                       | Gebouw                    | 18e eeuw                                      |                      | Dirk van Hasseltssteeg 48               | 52° 22' 33" NB, 4° 53' 37" OL | 894    | Meer afbeeldingen |
| Pand met halsgevel met gedeelde vleugelstukken en palmet in de afdekking | Gebouw                    | eerste helft 18e eeuw                         |                      | Dirk van Hasseltssteeg 54               | 52° 22' 33" NB, 4° 53' 37" OL | 895    | Pand met halsgevel met gedeelde vleugelstukken en palmet in de afdekking                                                |
| Pand met ingezwenkte halsgevel met volutenafdekking | Gebouw                    | derde kwart 18e eeuw                          |                      | Dirk van Hasseltssteeg 56               | 52° 22' 33" NB, 4° 53' 37" OL | 896    | Pand met ingezwenkte halsgevel met volutenafdekking                                                                     |
| Pand met halsgevel met gedeelde vleugelstukken en palmet in de afdekking | Gebouw                    | eerste of tweede kwart 18e eeuw               |                      | Dirk van Hasseltssteeg 58               | 52° 22' 33" NB, 4° 53' 37" OL | 897    | Pand met halsgevel met gedeelde vleugelstukken en palmet in de afdekking                                                |
| Pand met halsgevel met gedeelde vleugelstukken en palmet in de afdekking | Gebouw                    | eerste of tweede kwart 18e eeuw               |                      | Dirk van Hasseltssteeg 60               | 52° 22' 33" NB, 4° 53' 36" OL | 898    | Pand met halsgevel met gedeelde vleugelstukken en palmet in de afdekking                                                |
| Pand met gevel onder rechte lijst | Gebouw                    | eerste helft 19e eeuw                         |                      | Heisteeg 8                              | 52° 22' 8" NB, 4° 53' 18" OL  | 1497   | Upload foto |
| Pand met gevel onder rechte lijst | Gebouw                    | 18e eeuw                                      |                      | Paleisstraat 15                         | 52° 22' 21" NB, 4° 53' 29" OL | 4051   | Meer afbeeldingen |
| Pand met gevel onder rechte lijst | Gebouw                    | 18e eeuw                                      |                      | Paleisstraat 17                         | 52° 22' 21" NB, 4° 53' 28" OL | 4052   | Meer afbeeldingen |
| Pand met gevel onder rechte lijst | Gebouw                    | eerste helft 19e eeuw                         |                      | Paleisstraat 19                         | 52° 22' 21" NB, 4° 53' 28" OL | 4053   | Meer afbeeldingen |
| Pand met gevel onder rijk gesneden lijst met balustrade en met geblokte hardstenen pui | Gebouw                    | vierde kwart 18e eeuw                         |                      | Paleisstraat 21                         | 52° 22' 21" NB, 4° 53' 28" OL | 4054   | Meer afbeeldingen |
| Pand met gevel onder rechte lijst | Gebouw                    | 18e eeuw                                      |                      | Paleisstraat 23                         | 52° 22' 21" NB, 4° 53' 28" OL | 4055   | Meer afbeeldingen |
| Twee huizen onder een dwars dak. Gevel onder 19e-eeuwse rechte lijst. Bij nr 1 op de verdieping negenruitsvensters                                                                         | Gebouw                    | 16e/17e eeuw (kern)                           |                      | Raamsteeg 1                             | 52° 22' 13" NB, 4° 53' 19" OL | 4767   | Twee huizen onder een dwars dak. Gevel onder 19e-eeuwse rechte lijst. Bij nr 1 op de verdieping negenruitsvensters      |
| Huis onder dwars dak. Gevel onder rechte lijst (19e eeuw) | Gebouw                    | 16e/17e eeuw (kern)                           |                      | Raamsteeg 2                             | 52° 22' 13" NB, 4° 53' 20" OL | 4768   | Upload foto |
| Huis met gevel onder 19e-eeuwse rechte lijst. Op de verdiepingen goede roedenverdeling in de vensters                                                                                      | Gebouw                    | 16e/17e eeuw (kern)                           |                      | Raamsteeg 6                             | 52° 22' 13" NB, 4° 53' 19" OL | 4769   | Upload foto |
| Pand met gevel onder rechte lijst en dakvoorschot | Gebouw                    | 19e eeuw                                      |                      | Rosmarijnsteeg 1                        | 52° 22' 13" NB, 4° 53' 22" OL | 5043   | Upload foto |
| Pand met klokgevel | Gebouw                    | 18e eeuw                                      |                      | Rosmarijnsteeg 1                        | 52° 22' 13" NB, 4° 53' 22" OL | 5044   | Meer afbeeldingen |
| Pand onder dwars dak | Gebouw                    | 17e eeuw of ouder                             |                      | Rosmarijnsteeg 2                        | 52° 22' 14" NB, 4° 53' 23" OL | 5045   | Pand onder dwars dak |
| Samengesteld hoekpand | Gebouw                    | 17e eeuw of ouder (kern)                      |                      | Rosmarijnsteeg 7                        | 52° 22' 13" NB, 4° 53' 22" OL | 5046   | Meer afbeeldingen |
| Pand met klokgevel | Gebouw                    | 18e eeuw                                      |                      | Rosmarijnsteeg 4                        | 52° 22' 14" NB, 4° 53' 22" OL | 5047   | Pand met klokgevel |
| Huis met gevel onder latere rollagentop | Gebouw                    | 17e eeuw                                      |                      | Rosmarijnsteeg 10                       | 52° 22' 13" NB, 4° 53' 22" OL | 5048   | Huis met gevel onder latere rollagentop                                                                                 |
| Hoekhuis met voorgevel onder rechte lijst en overgebouwde zijgevel waartegen een pothuis                                                                                                   | Gebouw                    | midden 17e eeuw eerste helft 19e eeuw         |                      | Rosmarijnsteeg 12                       | 52° 22' 14" NB, 4° 53' 21" OL | 5049   | Upload foto |
| Pand met gevel van twee vensterassen, onder rechte triglyfenlijst | Gebouw                    | eerste kwart 18e eeuw                         |                      | Sint Luciensteeg 19                     | 52° 22' 14" NB, 4° 53' 28" OL | 5464   | Pand met gevel van twee vensterassen, onder rechte triglyfenlijst                                                       |
| Pand met gevel van twee vensterassen, onder rechte triglyfenlijst | Gebouw                    | eerste kwart 18e eeuw                         |                      | Sint Luciensteeg 21                     | 52° 22' 14" NB, 4° 53' 28" OL | 5465   | Pand met gevel van twee vensterassen, onder rechte triglyfenlijst                                                       |
| Hoekhuis met gevel onder rechte lijst waarop dakkapel | Gebouw                    | 18e/19e eeuw                                  |                      | Sint Luciensteeg 25 Sint Luciensteeg 25 | 52° 22' 14" NB, 4° 53' 27" OL | 5466   | Hoekhuis met gevel onder rechte lijst waarop dakkapel                                                                   |
| Pand met gevel onder rechte lijst met triglyfen en consoles | Gebouw                    | ca. 1725                                      |                      | Sint Luciensteeg 20                     | 52° 22' 14" NB, 4° 53' 26" OL | 5468   | Pand met gevel onder rechte lijst met triglyfen en consoles                                                             |
| Pand met gevel onder rechte lijst | Gebouw                    | 18e eeuw                                      |                      | Sint Luciensteeg 22                     | 52° 22' 14" NB, 4° 53' 26" OL | 5469   | Pand met gevel onder rechte lijst                                                                                       |
| Hoekhuis met gevel onder rechte lijst met consoles | Gebouw                    | 18e eeuw                                      |                      | Spui 16                                 | 52° 22' 8" NB, 4° 53' 20" OL  | 5622   | Hoekhuis met gevel onder rechte lijst met consoles                                                                      |
| Hoekhuis met gevel onder rechte lijst | Gebouw                    | 17e eeuw en later                             |                      | Spui 18                                 | 52° 22' 8" NB, 4° 53' 19" OL  | 5556   | Meer afbeeldingen |
| Pand met klokgevel | Gebouw                    | derde kwart 19e eeuw                          |                      | Spui 20                                 | 52° 22' 8" NB, 4° 53' 19" OL  | 5557   | Meer afbeeldingen |
| Huis met ontlastingsbogen boven de vensters in de gepleisterde en van een latere punttop voorziene gevel                                                                                   | Gebouw                    | eerste helft 17e eeuw                         |                      | Vliegendesteeg 3                        | 52° 22' 11" NB, 4° 53' 19" OL | 5890   | Meer afbeeldingen |
| Pand met klokgevel met fraai gesneden houten pui | Gebouw                    | derde kwart 18e eeuw                          |                      | Vliegendesteeg 5                        | 52° 22' 11" NB, 4° 53' 18" OL | 5891   | Meer afbeeldingen |
| Achterhuisje | Gebouw                    | 1688                                          |                      | Wijdesteeg 1                            | 52° 22' 18" NB, 4° 53' 24" OL | 6475   | Upload foto |
| Pand met halsgevel (top incompleet) | Gebouw                    | eerste helft 18e eeuw                         |                      | Jonge Roelensteeg 4A                    | 52° 22' 20" NB, 4° 53' 29" OL | 2030   | Meer afbeeldingen |
| Pand met halsgevel | Gebouw                    | eerste helft 18e eeuw                         |                      | Jonge Roelensteeg 6                     | 52° 22' 20" NB, 4° 53' 29" OL | 2031   | Upload foto |
| Pand met eenvoudige klokgevel met rollagen op de zijkanten | Gebouw                    | 18e eeuw                                      |                      | Jonge Roelensteeg 16                    | 52° 22' 19" NB, 4° 53' 28" OL | 2032   | Meer afbeeldingen |
| Huis met puntgevel | Gebouw                    | 19e eeuw                                      |                      | Gedempte Begijnensloot 3                | 52° 22' 11" NB, 4° 53' 27" OL | 333    | Huis met puntgevel |
| Later gewijzigd en gemoderniseerd pand met stompe puntgevel | Gebouw                    | 19e eeuw                                      |                      | Gedempte Begijnensloot 9                | 52° 22' 11" NB, 4° 53' 26" OL | 334    | Upload foto |
| Pand met gevel onder rechte lijst met houten pui waarin bovenlichten met decoratief roedenpatroon                                                                                          | Gebouw                    | eerste helft 19e eeuw                         |                      | Begijnensteeg 4                         | 52° 22' 10" NB, 4° 53' 27" OL | 335    | Meer afbeeldingen |
| Pand met ingezwenkte halsgevel | Gebouw                    | eerste helft 18e eeuw                         |                      | Begijnensteeg 6                         | 52° 22' 10" NB, 4° 53' 27" OL | 336    | Meer afbeeldingen |
| Pand met ingezwenkte halsgevel | Gebouw                    | derde kwart 18e eeuw                          |                      | Begijnensteeg 8                         | 52° 22' 10" NB, 4° 53' 26" OL | 337    | Meer afbeeldingen |
| Pand met gevel onder rechte lijst waarboven gemetseld topje | Gebouw                    | 18e/19e eeuw                                  |                      | Begijnensteeg 92                        | 52° 22' 10" NB, 4° 53' 26" OL | 338    | Upload foto |
| Pand met halsgevel met geruite vleugelstukken en twee oeils-de-boeuf. Afdekking verdwenen                                                                                                  | Gebouw                    | eerste kwart 18e eeuw                         |                      | Begijnensteeg 93                        | 52° 22' 10" NB, 4° 53' 26" OL | 339    | Upload foto |
| Pand met ingezwenkte halsgevel | Gebouw                    | derde kwart 18e eeuw                          |                      | Begijnensteeg 91                        | 52° 22' 10" NB, 4° 53' 26" OL | 340    | Upload foto |
| Pand met tot puntgevel gewijzigde, gepleisterde trapgevel van het "sobere-type-met-kleine-blokjes". Bedrijfsdeuren tussen geblokte stijlen                                                 | Gebouw                    | 1633 (jaartalsteen) 18e eeuw (bedrijfsdeuren) |                      | Begijnensteeg 9                         | 52° 22' 10" NB, 4° 53' 26" OL | 341    | Meer afbeeldingen |
| Pand met gevel onder rechte lijst, met uitstalkast in de houten pui | Gebouw                    | eerste helft 19e eeuw                         |                      | Rozenboomsteeg 4                        | 52° 22' 9" NB, 4° 53' 27" OL  | 5050   | Pand met gevel onder rechte lijst, met uitstalkast in de houten pui                                                     |
| Pand met gevel onder rechte lijst | Gebouw                    | eerste helft 19e eeuw                         |                      | Rozenboomsteeg 6                        | 52° 22' 9" NB, 4° 53' 27" OL  | 5051   | Pand met gevel onder rechte lijst                                                                                       |
| Pand met halsgevel | Gebouw                    | eerste of tweede kwart 18e eeuw               |                      | Rozenboomsteeg 8                        | 52° 22' 9" NB, 4° 53' 27" OL  | 5052   | Pand met halsgevel |
| Pand met gevel onder rechte lijst, met uitstalkast in de houten pui | Gebouw                    | eerste helft 19e eeuw                         |                      | Rozenboomsteeg 10                       | 52° 22' 9" NB, 4° 53' 26" OL  | 5053   | Pand met gevel onder rechte lijst, met uitstalkast in de houten pui                                                     |
| Rechter gedeelte van het in 19e eeuw gewijzigd pand | Gebouw                    | 17e                                           |                      | Rozenboomsteeg 12                       | 52° 22' 9" NB, 4° 53' 26" OL  | 5054   | Rechter gedeelte van het in 19e eeuw gewijzigd pand                                                                     |
| Societeitsgebouw | Vergadering en vereniging | 1912-1914                                     |                      | Dam 16                                  | 52° 22' 21" NB, 4° 53' 30" OL | 518419 | Meer afbeeldingen |
| Kledingzaak in Um 1800-stijl (Peek & Cloppenburg) | Winkel                    | 1914-1917                                     | Anton J. Joling      | Dam 20                                  | 52° 22' 21" NB, 4° 53' 33" OL | 518421 | Meer afbeeldingen |
| Winkel | Winkel                    | 1891-1892                                     | Eduard Cuypers       | Spui 10                                 | 52° 22' 9" NB, 4° 53' 26" OL  | 518462 | Meer afbeeldingen |
| Pand met gevel van twee vensterassen, onder rechte triglyfenlijst | Gebouw                    | eerste kwart 18e eeuw                         |                      | Sint Luciensteeg 51                     | 52° 22' 15" NB, 4° 53' 29" OL | 5456   | Upload foto |
| Pand met gevel van twee vensterassen, onder rechte triglyfenlijst | Gebouw                    | eerste helft 18e eeuw                         |                      | Sint Luciensteeg 52                     | 52° 22' 15" NB, 4° 53' 29" OL | 5457   | Pand met gevel van twee vensterassen, onder rechte triglyfenlijst                                                       |
| Pand met gevel van twee vensterassen, onder rechte triglyfenlijst | Gebouw                    | eerste kwart 18e eeuw                         |                      | Sint Luciensteeg 7                      | 52° 22' 14" NB, 4° 53' 29" OL | 5458   | Meer afbeeldingen |
| Pand met gevel van twee vensterassen, onder rechte triglyfenlijst | Gebouw                    | eerste kwart 18e eeuw                         |                      | Sint Luciensteeg 9                      | 52° 22' 14" NB, 4° 53' 29" OL | 5459   | Meer afbeeldingen |
| Pand met gevel van twee vensterassen, onder rechte triglyfenlijst | Gebouw                    | eerste kwart 18e eeuw                         |                      | Sint Luciensteeg 11                     | 52° 22' 14" NB, 4° 53' 28" OL | 5460   | Upload foto |
| Pand met gevel van twee vensterassen, onder rechte triglyfenlijst | Gebouw                    | eerste kwart 18e eeuw                         |                      | Sint Luciensteeg 13                     | 52° 22' 14" NB, 4° 53' 28" OL | 5461   | Upload foto |
| Pand met gevel van twee vensterassen, onder rechte triglyfenlijst | Gebouw                    | eerste kwart 18e eeuw                         |                      | Sint Luciensteeg 15                     | 52° 22' 14" NB, 4° 53' 28" OL | 5462   | Upload foto |
| Pand met gevel van twee vensterassen, onder rechte triglyfenlijst | Gebouw                    | eerste kwart 18e eeuw                         |                      | Sint Luciensteeg 17A                    | 52° 22' 14" NB, 4° 53' 28" OL | 5463   | Pand met gevel van twee vensterassen, onder rechte triglyfenlijst                                                       |
| Burgerweeshuis | Sociale zorg, liefdadigh. | 16e/17e eeuw                                  |                      | Sint Luciensteeg 27                     | 52° 22' 12" NB, 4° 53' 27" OL | 5467   | Meer afbeeldingen |
| Pand met klokgevel met houten pui | Gebouw                    | 18e eeuw                                      |                      | Spaarpotsteeg 2                         | 52° 22' 18" NB, 4° 53' 33" OL | 5501   | Meer afbeeldingen |
| Pakhuis met puntgevel | Gebouw                    | eerste helft 18e eeuw                         |                      | Spui 1A                                 | 52° 22' 8" NB, 4° 53' 29" OL  | 5552   | Pakhuis met puntgevel                                                                                                   |
| Dwarshuis waarop middentop onder rollagen | Werk-woonhuis             | 16e/17e/18e eeuw                              |                      | Spui 3                                  | 52° 22' 8" NB, 4° 53' 29" OL  | 5553   | Dwarshuis waarop middentop onder rollagen                                                                               |
| Pand met trapgevel | Gebouw                    | 17e eeuw                                      |                      | Spui 11                                 | 52° 22' 7" NB, 4° 53' 27" OL  | 5554   | Meer afbeeldingen |
| Pand met vierraamsgevel onder rechte lijst | Gebouw                    | eerste helft 19e eeuw                         |                      | Taksteeg 3                              | 52° 22' 9" NB, 4° 53' 30" OL  | 5701   | Upload foto |
| Pand met gevel onder rechte lijst | Gebouw                    | eerste helft 19e eeuw                         |                      | Taksteeg 5                              | 52° 22' 9" NB, 4° 53' 30" OL  | 5702   | Meer afbeeldingen |
| Pand met klokgevel | Gebouw                    | eerste of tweede kwart 18e eeuw               |                      | Taksteeg 7                              | 52° 22' 9" NB, 4° 53' 29" OL  | 5703   | Meer afbeeldingen |
| Pand met halsgevel | Gebouw                    | eerste of tweede kwart 18e eeuw               |                      | Taksteeg 9                              | 52° 22' 9" NB, 4° 53' 29" OL  | 5704   | Meer afbeeldingen |
| Pand met gevel onder rollagentop | Gebouw                    | 18e of eerste helft 19e eeuw                  |                      | Taksteeg 6                              | 52° 22' 9" NB, 4° 53' 30" OL  | 5706   | Meer afbeeldingen |
| Pand met gevel onder rechte lijst met dakkapel | Gebouw                    | eerste helft 19e eeuw                         |                      | Taksteeg 8                              | 52° 22' 9" NB, 4° 53' 29" OL  | 5707   | Meer afbeeldingen |
| Pand met trapgevel met oeils-de-boeuf | Gebouw                    | tweede helft 17e eeuw                         |                      | Taksteeg 8                              | 52° 22' 9" NB, 4° 53' 29" OL  | 5708   | Upload foto |
| Pand met pilaster-halsgevel met festoen en gevelsteen | Gebouw                    | 1650 (gevelsteen)                             |                      | Handboogstraat 3                        | 52° 22' 6" NB, 4° 53' 25" OL  | 1426   | Upload foto |
| Kantoorgebouw van "De Nederlanden van 1845" | Gebouw                    | 1895 (bouw) 1911 (vergroot)                   | H.P. Berlage         | Muntplein 4                             | 52° 22' 3" NB, 4° 53' 35" OL  | 3728   | Meer afbeeldingen |
| Helios | Winkel                    | 1895-1897                                     |                      | Spui 15                                 | 52° 22' 7" NB, 4° 53' 27" OL  | 518439 | Meer afbeeldingen |
| Winkel met magazijn en kantoorruimte | Winkel                    | 1893                                          | E. Breman            | Spui 23                                 | 52° 22' 7" NB, 4° 53' 23" OL  | 518485 | Meer afbeeldingen |
| Voormalig Maagdenhuis | Gebouw                    | 1738-1787                                     | Abraham van der Hart | Spui 21                                 | 52° 22' 7" NB, 4° 53' 25" OL  | 5555   | Meer afbeeldingen |
| Pand met gevel goede roedenverdeling | Gebouw                    | 18e-19e eeuw                                  |                      | Voetboogstraat 7                        | 52° 22' 6" NB, 4° 53' 27" OL  | 5892   | Pand met gevel goede roedenverdeling                                                                                    |
| Pand met gevel onder latere punttop | Gebouw                    | 18e-19e eeuw                                  |                      | Voetboogstraat 21                       | 52° 22' 5" NB, 4° 53' 27" OL  | 5893   | Upload foto |
| Pand met gevel onder rechte lijst | Woonhuis                  | 18e-19e eeuw                                  |                      | Voetboogstraat 23                       | 52° 22' 5" NB, 4° 53' 27" OL  | 5894   | Upload foto |
| Pand met gevel onder rechte lijst | Gebouw                    | 1736 en later                                 |                      | Voetboogstraat 29A                      | 52° 22' 5" NB, 4° 53' 27" OL  | 5895   | Upload foto |
| Pand met gevel onder rechte lijst | Gebouw                    | 1736 en later                                 |                      | Voetboogstraat 31                       | 52° 22' 5" NB, 4° 53' 28" OL  | 5896   | Upload foto |
| Huisje met gevel onder rollagentop | Gebouw                    | 18e/19e eeuw                                  |                      | Voetboogstraat 33                       | 52° 22' 4" NB, 4° 53' 28" OL  | 5897   | Upload foto |
| Huis met puntgevel | Gebouw                    | 18e eeuw                                      |                      | Voetboogstraat 10                       | 52° 22' 6" NB, 4° 53' 26" OL  | 5898   | Meer afbeeldingen |
| Pand met gevel onder rollagentop | Gebouw                    | 18e/19e eeuw                                  |                      | Voetboogstraat 12                       | 52° 22' 5" NB, 4° 53' 26" OL  | 5899   | Meer afbeeldingen |
| Pand met pilaster-halsgevel | Gebouw                    | 1650                                          |                      | Voetboogstraat 14                       | 52° 22' 5" NB, 4° 53' 26" OL  | 5900   | Meer afbeeldingen |
| Pand met gevel, versierd in de trant met grote boogblokken | Gebouw                    | 1651                                          |                      | Voetboogstraat 16                       | 52° 22' 5" NB, 4° 53' 26" OL  | 5901   | Meer afbeeldingen |
| Pand met gevel onder latere punttop | Gebouw                    | 18e eeuw                                      |                      | Voetboogstraat 20                       | 52° 22' 5" NB, 4° 53' 27" OL  | 5902   | Meer afbeeldingen |
| Pand met pilaster-halsgevel | Gebouw                    | 1651                                          |                      | Voetboogstraat 22                       | 52° 22' 4" NB, 4° 53' 27" OL  | 5903   | Meer afbeeldingen |
| Pand met pilaster-halsgevel onder rollagentop | Gebouw                    | 1651                                          |                      | Voetboogstraat 24                       | 52° 22' 4" NB, 4° 53' 27" OL  | 5904   | Meer afbeeldingen |
| Pand met gepleisterde puntgevel en tweelichtvensters | Gebouw                    | 17e eeuw                                      |                      | Bakkersstraat 1                         | 52° 22' 0" NB, 4° 53' 51" OL  | 289    | Meer afbeeldingen |
| Pand met puntgevel en 19e-eeuwse winkelpui | Gebouw                    | 17e eeuw en later                             |                      | Bakkersstraat 3                         | 52° 22' 0" NB, 4° 53' 51" OL  | 290    | Meer afbeeldingen |
| Pand met halsgevel, versierd met gebeeldhouwde klauwstukken in lod | Gebouw                    | tweede kwart 18e eeuw                         |                      | Bakkersstraat 5                         | 52° 22' 0" NB, 4° 53' 51" OL  | 291    | Meer afbeeldingen |
| Pand met eenvoudige puntgevel en 19e-eeuwse winkelpui | Gebouw                    | 17e eeuw en later                             |                      | Bakkersstraat 7                         | 52° 22' 0" NB, 4° 53' 51" OL  | 292    | Meer afbeeldingen |
| Hoog pand met eenvoudige 18e-eeuwse puntgevel, afgedekt met een rollaag | Gebouw                    | 18e eeuw                                      |                      | Bakkersstraat 9                         | 52° 22' 0" NB, 4° 53' 51" OL  | 293    | Meer afbeeldingen |
| Kantoorgebouw/café/koffiehuis | Handel en kantoor         | 1892                                          |                      | Muntplein 1                             | 52° 22' 1" NB, 4° 53' 38" OL  | 518344 | Meer afbeeldingen |
| Pand met halsgevel met vleugelstukken in de stijl van | Gebouw                    | derde kwart 18e eeuw                          |                      | Muntplein 5                             | 52° 22' 0" NB, 4° 53' 37" OL  | 3725   | Meer afbeeldingen |
| Pand met 18e-eeuwse gevel onder rechte lijst | Gebouw                    | 18e/19e eeuw                                  |                      | Muntplein 7                             | 52° 22' 0" NB, 4° 53' 37" OL  | 3726   | Meer afbeeldingen |
| Pand met gevel onder verhoogde lijst met consoles en zandstenen attiek | Gebouw                    | tweede kwart 18e eeuw                         |                      | Muntplein 9                             | 52° 22' 0" NB, 4° 53' 37" OL  | 3727   | Meer afbeeldingen |
| Pand met gevel op houten pui waarvan de bekroning is verdwenen | Gebouw                    | 18e/19e eeuw                                  |                      | Paardenstraat 1                         | 52° 22' 0" NB, 4° 53' 54" OL  | 4048   | Upload foto |
| Achterste gedeelte van het pand amstel 134, 136 | Woonhuis                  |                                               |                      | Paardenstraat 2                         | 52° 22' 0" NB, 4° 53' 53" OL  | 4049   | Upload foto |
| Pand met tot puntgevel gewijzigde gevel op originele puibalk en met drie oeils-de-boeuf | Gebouw                    | tweede kwart 17e eeuw                         |                      | Paardenstraat 4                         | 52° 22' 0" NB, 4° 53' 53" OL  | 4050   | Pand met tot puntgevel gewijzigde gevel op originele puibalk en met drie oeils-de-boeuf                                 |
| Breed huis onder dwars dak | Gebouw                    | 17e/19e eeuw                                  |                      | Korte Reguliersdwarsstraat 1            | 52° 21' 58" NB, 4° 53' 43" OL | 4871   | Upload foto |
| Pand met 18e-eeuwse gevel onder latere lijst waarboven een dwars dak | Gebouw                    | 18e eeuw                                      |                      | Korte Reguliersdwarsstraat 3            | 52° 21' 58" NB, 4° 53' 43" OL | 4872   | Upload foto |
| Huis met gevel onder rechte lijst met triglyfen | Gebouw                    | eind 18e of begin 19e eeuw                    |                      | Korte Reguliersdwarsstraat 6            | 52° 21' 58" NB, 4° 53' 43" OL | 4873   | Huis met gevel onder rechte lijst met triglyfen                                                                         |
| Huis met gevel onder rechte lijst met triglyfen | Gebouw                    | eind 18e of begin 19e eeuw                    |                      | Korte Reguliersdwarsstraat 8            | 52° 21' 58" NB, 4° 53' 42" OL | 4874   | Huis met gevel onder rechte lijst met triglyfen                                                                         |
| Pand met klokgevel | Gebouw                    | 18e eeuw                                      |                      | Korte Reguliersdwarsstraat 10           | 52° 21' 58" NB, 4° 53' 42" OL | 4875   | Pand met klokgevel |
| Pand met klokgevel met rollagen | Gebouw                    | 18e eeuw                                      |                      | Korte Reguliersdwarsstraat 12           | 52° 21' 58" NB, 4° 53' 42" OL | 4876   | Meer afbeeldingen |
| Hoekpand onder schilddak, met afgeschuinde hoek waarin gevelsteen | Gebouw                    | 1755                                          |                      | Korte Reguliersdwarsstraat 14           | 52° 21' 58" NB, 4° 53' 42" OL | 4877   | Meer afbeeldingen |
| Pand onder gebroken dak | Gebouw                    | 18e/19e eeuw                                  |                      | Schapensteeg 1                          | 52° 21' 59" NB, 4° 53' 42" OL | 5141   | Upload foto |
| Pakhuis met gevel onder latere rollagentop | Gebouw                    | 1774                                          |                      | Schapensteeg 7                          | 52° 21' 58" NB, 4° 53' 42" OL | 5142   | Upload foto |
| Pand met ingezwenkte halsgevel | Gebouw                    | 18e eeuw                                      |                      | Sint Jorisstraat 4                      | 52° 22' 0" NB, 4° 53' 25" OL  | 5452   | Meer afbeeldingen |
| Huis, met nr 10 een groep etagewoningen vormend en voorzien van een gevel waarvan de top later in puntvorm is gewijzigd                                                                    | Gebouw                    | 17e eeuw                                      |                      | Sint Jorisstraat 28                     | 52° 21' 60" NB, 4° 53' 25" OL | 5453   | Huis, met nr 10 een groep etagewoningen vormend en voorzien van een gevel waarvan de top later in puntvorm is gewijzigd |
| Huis dat met nr 8 een groep etagewoningen vormt | Gebouw                    | 17e/19e eeuw                                  |                      | Sint Jorisstraat 30                     | 52° 21' 60" NB, 4° 53' 25" OL | 5454   | Huis dat met nr 8 een groep etagewoningen vormt                                                                         |
| Huis met 18e-eeuwse gevel, bekroond door een klokvormige top onder rollagen | Gebouw                    | 18e/19e eeuw                                  |                      | Sint Jorisstraat 7                      | 52° 21' 60" NB, 4° 53' 26" OL | 5455   | Meer afbeeldingen |
| Huis met gevel onder rechte lijst | Gebouw                    | 18e/19e eeuw                                  |                      | Wagenstraat 12                          | 52° 21' 59" NB, 4° 53' 57" OL | 6243   | Meer afbeeldingen |
| Thorbeckemonument | Gedenkteken               | 1875                                          |                      | Thorbeckeplein                          | 52° 21' 55" NB, 4° 53' 45" OL | 518335 | Meer afbeeldingen |
| Pand met gevel onder rechte lijst en met geblokte pui en deurpartij | Gebouw                    | eerste kwart 19e eeuw                         |                      | Thorbeckeplein 3                        | 52° 21' 56" NB, 4° 53' 46" OL | 5715   | Meer afbeeldingen |
| Pand met gevel onder rechte lijst | Gebouw                    | eerste kwart 19e eeuw                         |                      | Thorbeckeplein 8                        | 52° 21' 56" NB, 4° 53' 44" OL | 5716   | Meer afbeeldingen |
| Pand met gevel onder triglyfenlijst | Gebouw                    | laatste kwart 18e eeuw                        |                      | Thorbeckeplein 10                       | 52° 21' 56" NB, 4° 53' 44" OL | 5717   | Meer afbeeldingen |
| Pand met gepleisterde puntgevel | Gebouw                    | 17e eeuw                                      |                      | Thorbeckeplein 11                       | 52° 21' 55" NB, 4° 53' 46" OL | 5718   | Meer afbeeldingen |
| Pand met gevel onder rechte lijst | Gebouw                    | eerste helft 19e eeuw                         |                      | Thorbeckeplein 12                       | 52° 21' 56" NB, 4° 53' 44" OL | 5719   | Meer afbeeldingen |
| Pand met gepleisterde klokgevel onder afdeklijst | Gebouw                    | 18e/19e eeuw                                  |                      | Thorbeckeplein 13                       | 52° 21' 55" NB, 4° 53' 46" OL | 5720   | Meer afbeeldingen |
| Pand met gevel onder rechte lijst | Gebouw                    | eerste helft 19e eeuw                         |                      | Thorbeckeplein 14                       | 52° 21' 56" NB, 4° 53' 44" OL | 5721   | Meer afbeeldingen |
| Hoekhuis onder schilddak, met jaartallinten en gevelsteen | Gebouw                    | 1666                                          |                      | Thorbeckeplein 15                       | 52° 21' 54" NB, 4° 53' 46" OL | 5722   | Meer afbeeldingen |
| Pand met gevel onder rechte lijst | Gebouw                    | eerste helft 19e eeuw                         |                      | Thorbeckeplein 18I                      | 52° 21' 55" NB, 4° 53' 44" OL | 5723   | Meer afbeeldingen |
| Pand met gevel onder rechte lijst pothuis | Gebouw                    | 17e/18e eeuw                                  |                      | Thorbeckeplein 28                       | 52° 21' 54" NB, 4° 53' 44" OL | 5724   | Upload foto |
| Hoekhuis met gevels onder omlopende lijst | Gebouw                    | 17e/19e eeuw                                  |                      | Thorbeckeplein 30                       | 52° 21' 54" NB, 4° 53' 44" OL | 5725   | Hoekhuis met gevels onder omlopende lijst                                                                               |
| Huis met gevel onder rechte lijst met eierlijst en twee consoles | Woonhuis                  | ca. 1800                                      |                      | Vijzelstraat 3                          | 52° 21' 60" NB, 4° 53' 36" OL | 6189   | Meer afbeeldingen |
| Vijzelstraat 31 | Gebouw                    | 17e/18e eeuw                                  |                      | Vijzelstraat 31                         | 52° 21' 59" NB, 4° 53' 36" OL | 6190   | Meer afbeeldingen |
| Hoekhuis onder schilddak gevels, met omlopende daklijst, aan de voorgevel met consoles | Gebouw                    | 17e/18e eeuw                                  |                      | Vijzelstraat 37                         | 52° 21' 58" NB, 4° 53' 36" OL | 6191   | Meer afbeeldingen |
| Huis, vanwege de 17e-eeuwse festoenen op en tegen de klokvormige topgevel | Gebouw                    | 17e eeuw                                      |                      | Vijzelstraat 55                         | 52° 21' 56" NB, 4° 53' 36" OL | 6192   | Meer afbeeldingen |